# Apsilops hirtifrons
Apsilops hirtifrons là một loài tò vò trong họ Ichneumonidae.